# Portrét mladé dívky (Christus)
Portrét mladé dívky (nizozemsky Portret van een jonge vrouw) je malá desková olejomalba od nizozemského malíře Petruse Christuse. Byla dokončena na sklonku jeho života, tedy mezi lety 1465 a 1470, a je uložena v berlínské Gemäldegalerie. Představuje významný stylistický pokrok v soudobém portrétování. Dívka je zasazena do vzdušného, trojrozměrného, realistického prostředí a na diváka hledí se složitým výrazem, který je zdrženlivý, ale přitom inteligentní a ostražitý.
Obraz je všeobecně považován za jeden z nejvýznamnějších portrétů severské renesance. Historik umění Joel Upton přirovnal portrét dívky k „leštěné perle, téměř opalizující, ležící na polštáři z černého sametu“. Christus touto malbou navázal na dílo Jana van Eycka a Rogiera van der Weydena a v následujících desetiletích po svém dokončení ovlivnila tvorbu dalších malířů. Její přitažlivost spočívá zčásti v jejím fascinujícím pohledu, zdůrazněném mírným vychýlením očí, zatímco obočí je slabě zkosené.

## Dílo

### Popis
Christus zasazuje postavu do pevného a vyváženého architektonického rámce. Je umístěna v úzkém obdélníkovém prostoru před obloženou stěnou. Obraz je rozdělen horizontálními rovnoběžnými liniemi obkladu na stěně a dívčiny blůzy, které se spojují v obráceném trojúhelníku tvořeném výstřihem jejích šatů. Ztvárnění pozadí se poněkud odchyluje od soudobých konvencí portrétování: Na rozdíl od propracovaných interiérů Jana van Eycka, který je často považován za Christova mistra, Christus postavil dívku na tmavě hnědou stěnu s jen malými detaily. Obraz je zcela vymezen materiálem, dřevěnou zdobnou lištou podél horní části a obložením, které tvoří spodní část. Stěna ji zasazuje do realistického interiéru, který má snad představovat prostor v domě.

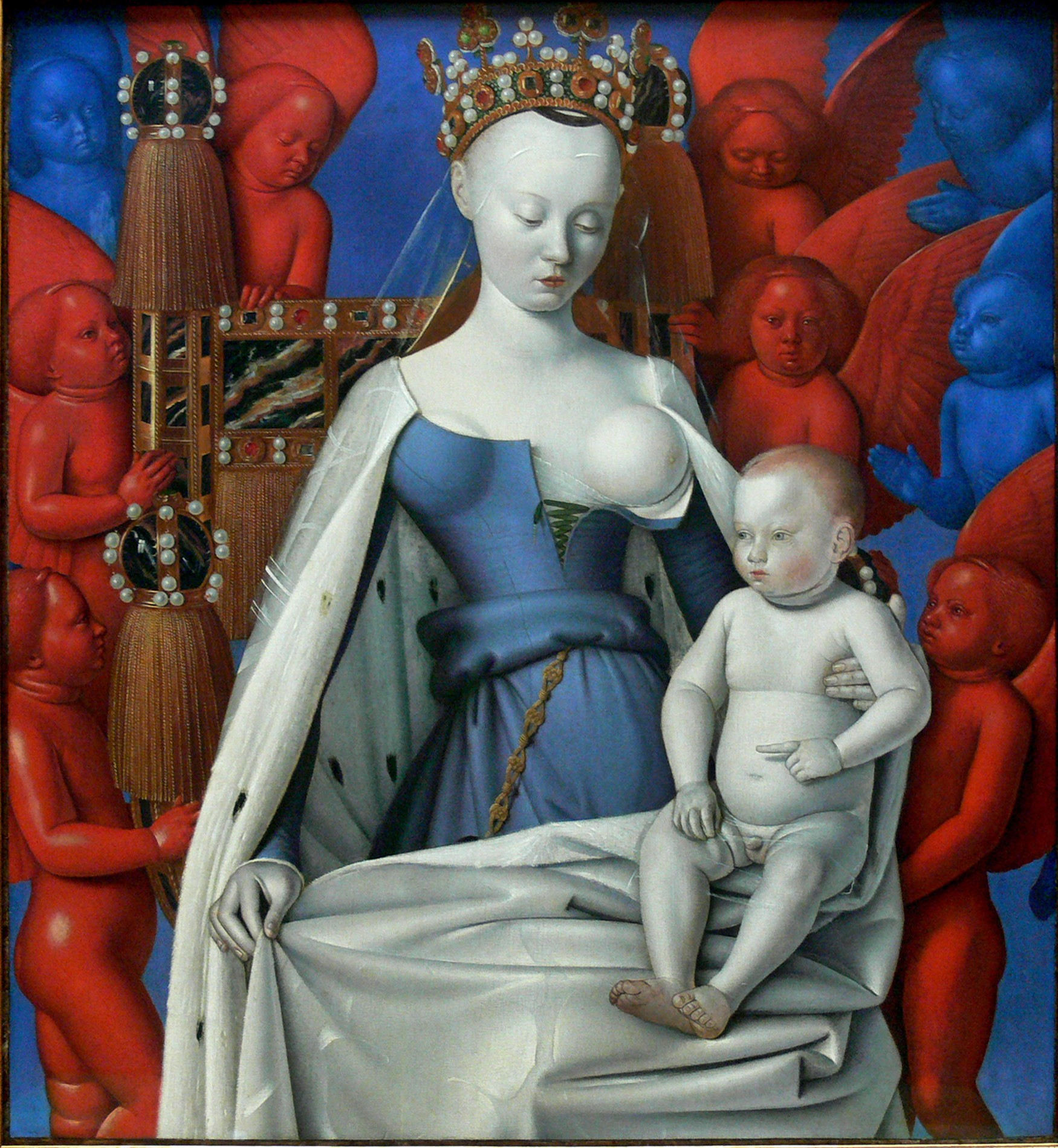
Pravé křídlo Melunského diptychu, Jean Fouquet, 1452. Královské muzeum výtvarných umění, Antverpy. Tento starší portrét odráží gotický ideál, který se nachází i v Christusově portrétu

Světlo dopadá na obrazový prostor zleva a vytváří stíny na zadní stěně, nejsilnější vrhá dívčin hennin. Hloubka prostoru, kterou poskytuje zadní stěna, pak vytváří prostor pro tento detail, který je podle Charlese Sterlinga věnován van Eyckovi. Dopadající světlo vrhá na stěnu za dívkou kalný, ale zakřivený stín a působí jako protiklad ke konturám její tváře a vlasů.

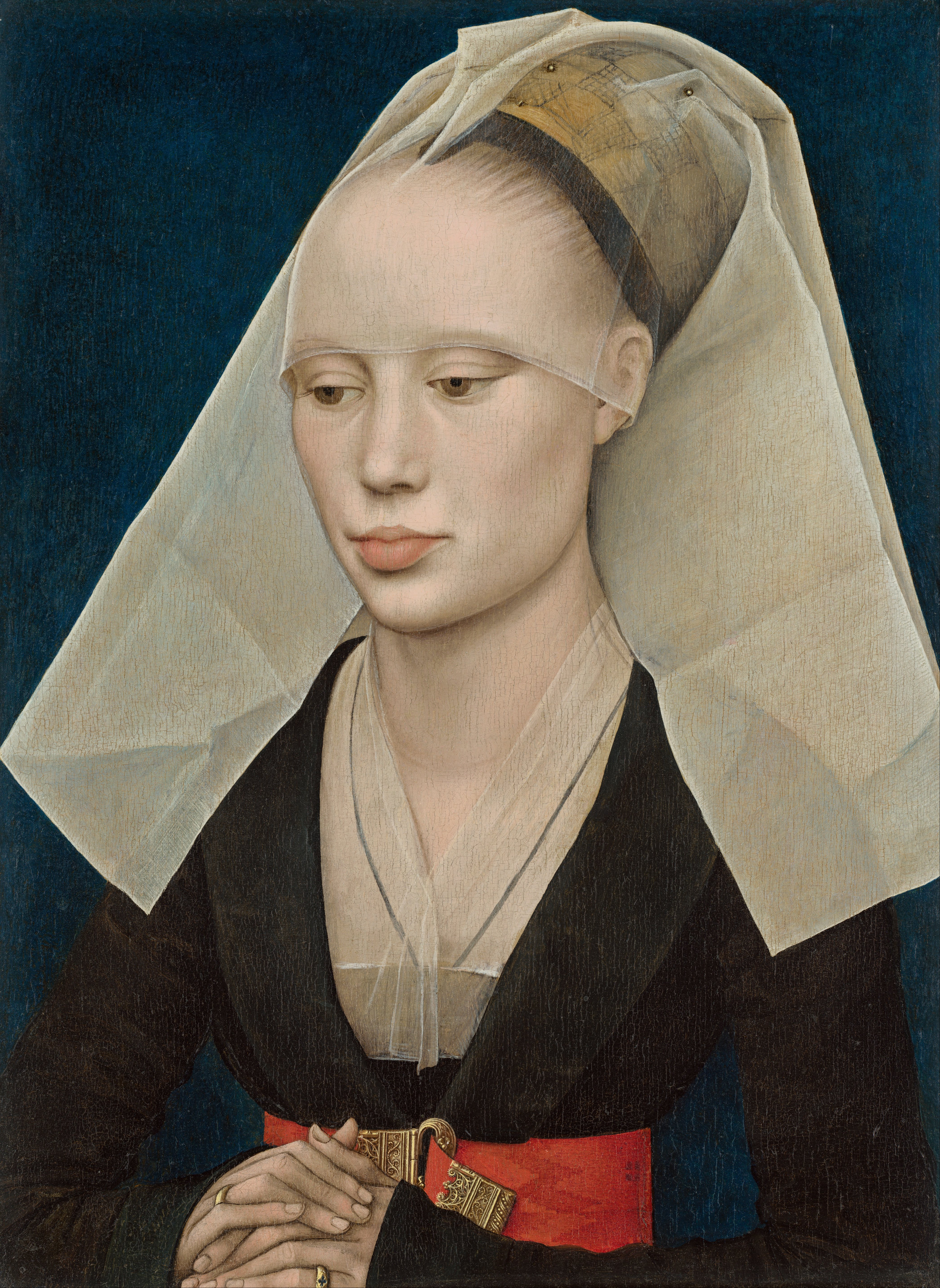
Portrét dámy, Rogier van der Weyden, asi 1460. National Gallery of Art, Washington, D.C. Podobnost lze spatřovat v sošných rysech a výrazu modelu.

Dívka má bledou pleť, mandlové a mírně orientální oči a drobná ústa. Odráží gotický ideál protáhlých rysů obličeje, úzkých ramen, pevně sepnutých vlasů a téměř nepřirozeně dlouhého čela, kterého bylo dosaženo pevně staženými vlasy, které byly nahoře vytrhány. Je oblečena do drahých šatů a šperků a působí neobyčejně elegantně. Z plátna se dívá úkosem, ale sebevědomě a pronikavě, což někteří historici umění označují jako zneklidňující. Joanna Woods-Marsdenová poznamenává, že takto se tvářící osoba, která se takto hlásí ke svému publiku, byla prakticky bezprecedentní i v italské portrétní malbě. Její uznání je zdůrazněno ořezem obrazu, který soustřeďuje pohled diváka téměř invazivním způsobem, který jako by zpochybňoval vztah mezi umělcem, modelem, mecenášem a divákem.
Pokrývka hlavy je variantou zkráceného nebo včelího úlu hennin, tehdy módního na burgundském dvoře. Velmi podobný styl, bez chvostu, je k vidění na starší ze dvou dívek na donátorských panelech s tematikou Svátku Uvedení Páně do chrámu od neznámého mistra, o nemž je známo jen to, že byl žákem Rogiera van der Weydena. Černý pásek pod bradou se na jiných vyobrazeních z tohoto období vyskytuje jen zřídka a byl interpretován jako styl inspirovaný mužským chaperonem, který má vždy dlouhý ocas nebo kornet, někdy se nosí takto ovinutý pod bradou.
Vliv van Eycka je patrný v jemném ztvárnění textur a detailů šatů, ozdob a dekorací. Její bledá pleť a silná struktura kostí je silně van Eyckovská a připomíná muže na jeho Svatbě manželů Arnolfiniových. V jiných ohledech však Christus opouští vývoj, který provedli van Eyck a Robert Campin. Snižuje důraz na objem těchto umělců ve prospěch prodloužení tvaru; úzká, štíhlá horní část těla a hlava jsou podle německého historika umění Roberta Suckaleho „umocněny véčkovým výstřihem erbu a válcovitým kloboukem“. Zatímco první generace raně nizozemských malířů těžila z mecenášství nově vznikající střední třídy, sekularizovala portrét a zbavila jej výsady královské rodiny, Christus vykresluje dívku jako aristokratku, vznešenou, kultivovanou a nádherně oblečenou.

### Totožnost vyobrazené osoby

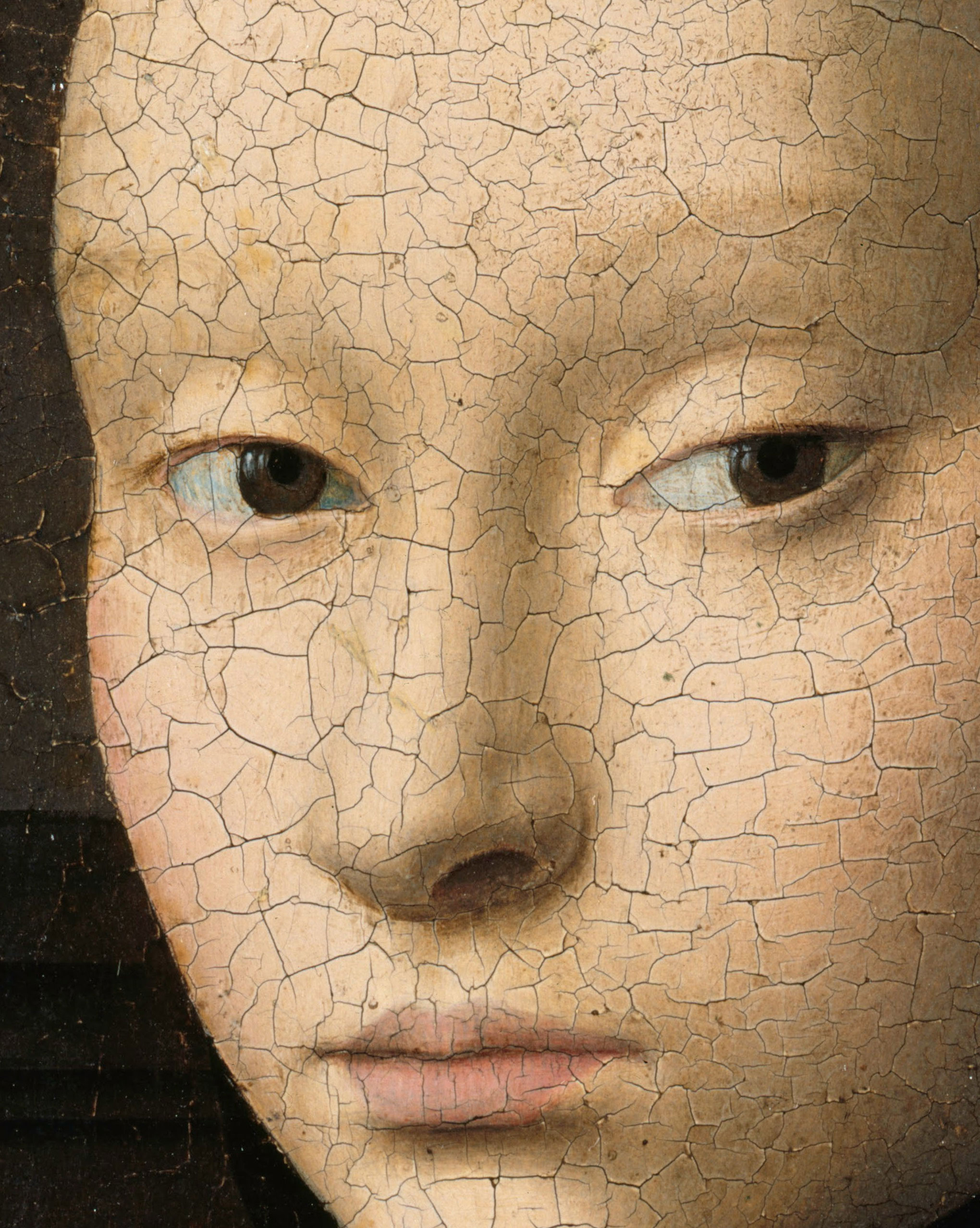
Detail ukazující rozsáhlou krakeláž

V dopise z roku 1824 nebo 1825 podal Gustav Waagen, pozdější ředitel berlínských muzeí, svůj výklad latinských nápisů, které viděl na původním rámu portrétu, jenž se později ztratil. Vedle podpisu »Christus« našel identifikaci portrétované osoby jako „neteře slavného Talbotse“ (německy eine Nichte des berühmten Talbots). Jeho bádání vedlo ke shodě, že zobrazená byla členkou předního anglického rodu Talbotů, v jehož čele tehdy stál hrabě ze Shrewsbury. V roce 1863 historik George Scharf vyslovil domněnku, že deska byla zamýšlena jako pravé křídlo diptychu s Portrétem Edwarda Grimstona (nebo „Grymstona“) z roku 1446 v Národní galerii v Londýně, což mohlo znamenat, že dívka by mohla být Grimstonovou první manželkou Alicí. Tuto domněnku odmítla Greta Ringová v roce 1913 s odůvodněním, že rozměry ani pozadí panelů se neshodují a že berlínský panel byl pravděpodobně dokončen asi 20-30 let po Grimstonově portrétu.
Joel Upton, podporující Waagenovu analýzu, zkoumal, zda „slavný Talbot“ byl John Talbot, 1. hrabě ze Shrewsbury, padnuvší v bitvě u Castillonu v roce 1453. John Talbot však měl pouze jednu neteř, Ankaret, která zemřela v dětském věku v roce 1421. Kunsthistorička Lorna Campbellová se domnívá, že vzhledem k latinskému podpisu si Waagen mohl špatně vyložit slovo „nepos“, které může znamenat i „vnuk“. Upton dochází k závěru, že šlo spíše o dceru Johna Talbota, 2. hraběte ze Shrewsbury, a to buď Annu, nebo Margaretu. Jejich rodiče se vzali mezi lety 1444 a 1445, což naznačuje, že zobrazené nebylo v době portrétu ani 20 let. Je možné, že do Brugg odcestovala, aby se v roce 1468 zúčastnila slavné honosné svatby Markéty z Yorku, sestry anglického krále Eduarda IV., s Karlem Smělým, vévodou burgundským.

### Provenience
Nejstarší dochovaná zmínka o obrazu je v inventáři rodiny Medicejských z roku 1492, kde je popsán jako „malá desková busta francouzské dámy, kolorovaná olejem, dílo Pietra Cresciho z Brugg“. Z dalších děl ve sbírce se však zdá, že písař nebyl v oblasti umění dostatečně fundovaný a každé dílo ze severu ve sbírce zaznamenal jakožto „francouzské“. Dílo bylo vysoce ceněno, jeho cena byla neobvykle vysoká - 40 florénů - a bylo vystaveno na viditelném místě. Záznam se nezabývá otázkou identity dívky kromě její národnosti, což naznačuje, že obraz byl považován za zajímavý spíše z estetického než historického hlediska.

Neznámý mistr, Klanění, c. 1470. National Gallery of Art, Washington

Ve 20. století se Erwin Panofsky zasloužil o prohloubení Christusovy pověsti významného malíře severu 15. století, když dílo popsal jako „okouzlující, téměř francouzsky vypadající portrét“, navíc si všiml podobnosti s pannou na Melunském diptychu Jeana Fouqueta. Toho si je vědom i Sterling, který si všímá mnoha podobností mezi oběma ženami, včetně jejich pevně stažených vlasů, vysokých lícních kostí, šikmých očí a sklíčeného výrazu.
Portrét se dostal do pruské královské sbírky nákupem sbírky Edwarda Sollyho v roce 1821, z níž si mohla vybrat tehdy nedávno vzniklá berlínská Gemäldegalerie. Jako Christusův originál byl jednoznačně rozpoznán v roce 1825, kdy Waagen identifikoval nápis na (dnes již ztraceném) rámu »PETR XPI« jako zkratku pro „Petrus Christophori“, kterou spojil s „Pietrem Christou“, o němž se zmiňuje Giorgio Vasari ve vydání svých Životech nejvýznačnějších malířů, sochařů a architektů z roku 1568. Tímto způsobem Waagen také identifikoval Christusovu takzvanou desku Svatý Eligius, která se nyní nachází v Metropolitním muzeu umění v New Yorku (a je považována pouze za portrét zlatníka), což znamenalo malířovo znovuobjevení po staletích zapomnění.
Před touto identifikací byla řada jeho obrazů připisována Janu van Eyckovi, ale poté, co jej Waagen označil za odlišného a samostatného mistra, byly ztotožněny s Christusem. Je známo, že Christus podepsal šest dochovaných děl, někdy s textem »PETR XPI ME FECIT« (Petr Xpi mě stvořil). V průběhu následujícího století vznikaly náčrty Christusova životopisu, jak historici umění - zejména Panofsky - pomalu oddělovali jeho díla od van Eyckových.

### Datace díla

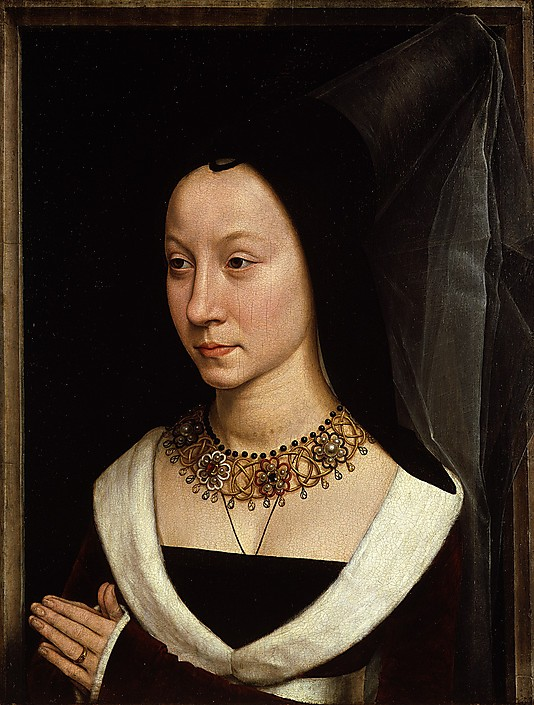
Portrét Maria Portinari, Hans Memling, c. 1470. Metropolitní muzeum umění, New York

Obraz byl datován kolem roku 1446 Wolfgangem Schönem ve 30. letech 20. století, a to především na základě shody stylu a módy jejího oděvu s dobovými trendy. Na počátku 20. století bylo datování a autorství děl tehdy připisovaných Christusovi zpochybněno. Max Friedländer ve svazku svého díla Rané nizozemské malířství z roku 1957 navrhl řadu datací a řazení děl, ale mnohé z jeho předpokladů Otto Pächt jen o několik let později odmítl.
Erwin Panofsky v roce 1953 zjistil, že Schöneho datace je nejméně o dvacet let napřed. Podle něj se dívčin oděv podobá burgundské vysoké módě z konce 60. až poloviny 70. let 14. století. Srovnával hennin, který nosí Maria Portinari na portrétu Hanse Memlinga z doby kolem roku 1470, a její šaty s těmi, které nosí dáma na iluminaci Ludvíka z Gruuthuse z Brugg Chroniques de Froissart z doby kolem roku 1470. Sterling, který dílo klade do období kolem roku 1465, poznamenává, že hennin na berlínském panelu je jiného typu než na malbě nacházející se v New Yorku. Pokrývka hlavy na tamějším obraze je mnohem rozšířenější a zdá se, že patří ke stylu rozšířenému o několik let později, a navíc postrádá roušku a visící závoj. Sterling dále poznamenává, že panel má větší hloubku ostrosti a složitější detaily světla než Christusova dřívější díla. Na základě toho se domnívá, že dílo vzniklo v pozdním období umělcovy kariéry.